# Gáspár Mihály
Gáspár Mihály (Nagygencs, 1883. december 21. – Szombathely, 1961. március 1.) gazdálkodó, a Demokrata Néppárt országgyűlési képviselője.

## Élete

### Ifjúkora és közéleti szereplővé válása
A gazdálkodó Gáspár Mihály és Danka Katalin gyermeke. Öten voltak testvérek. Római katolikus vallásban nevelkedett.
Az elemi iskola elvégzése után családi gazdaságban kezdett dolgozni. 1923-ban a községi bírónak valamint a római katolikus egyházközség elnökének is megválasztották. Nagygencsen községháza, három tantermes iskola és népház épült föl azalatt a tizenhat év alatt, amíg a falu életét irányította. Tagja lett a KALOT helyi szervezetének.

### Pártpolitikai szerepvállalása és a megtorlás
1946-ban belépett a Demokrata Néppártba. Az 1947. augusztus 31-i országgyűlési választásokon pártja Vas vármegyei listájáról került be az Országgyűlésbe. Miután a Demokrata Néppárt 1949-ben beszüntette működését és a frakciója megszűnt, pártonkívüli képviselőként folytatta munkáját a parlamentben.
Mandátumának lejárta után visszatért a gazdálkodáshoz, és felhagyott a politizálással. 1950-ben családjával kuláklistára tették. Földjét táblásították, és egy jóval rosszabb minőségű csereföldet adtak helyette. A Kádár-rendszer elején bekövetkező téesz-szervezések idején megmaradt földjével őt is a helyi termelőszövetkezetbe kényszerítették. A megrázkódtatást nem tudta elviselni. Az önállóság és a vagyon elvesztése következtében öngyilkosságot követett el.

## Külső hivatkozások
- Az Országgyűlés almanachja 1947-1949, 131. o.
- Gáspár Mihály szócikk. Kereszténydemokrácia Tudásbázis, Barankovics István Alapítvány Archiválva 2014. november 19-i dátummal a Wayback Machine-ben